# Берковски
Берковски (болг. Берковски) — село в Болгарии. Находится в Тырговиштской области, входит в общину Попово. Население составляет 101 человек (2022).

## История
Впервые село упоминается в османском регистре 1524 года как Ширмедлер, тогда в селе было 10 христианских домохозяйств. Известно также что в 1874 году в селе было 59 мусульманских домохозяйств. В течение двух-трёх лет начиная с 1877—1878 гг. основная масса прежних жителей села — турок, переселена в Турцию, а в 1883 году в село прибыла первая волна переселенцев из Златарицы, Елены, Кыпиново, а также из Великотырновских и Трявнинских сёл. В 1894 году из Еленских и Габровских сёл прибыли поселенцы ещё 30 домохозяйств. В 1886 году в село Шереметлер пришла третья группа переселенцев с Западных территорий Болгарии — из Кюстендилских и Босилеградских сёл: Груинци, Горно-Кобиле, Долно-Кобиле, Извор, Лечевци, Трекляно и др. В 1900 году в село поселись также и цыгане-мусульмане. В 1934 году село переименовано в честь революционера из города Лом — Петра Берковски, сподвижника и друга Васила Левски. В 1958 году в село переселены 54 болгарских турка из Крумовградских сёл.

## Политическая ситуация
Берковски подчиняется непосредственно общине и не имеет своего кмета, кметский наместник в селе Мариян Атанасов Стоянов.
Кмет (мэр) общины Попово — Людмил Веселинов (коалиция в составе 2 партий: Федерация Активного Гражданского Общества (ФАГО), Гражданский союз за новую Болгарию (ГСНБ)) по результатам выборов.

## Галерея

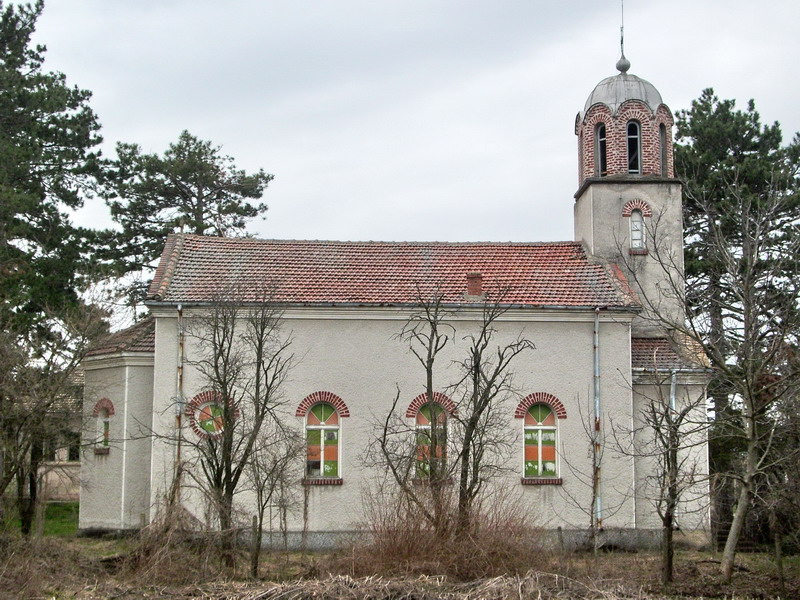
Церковь в селе
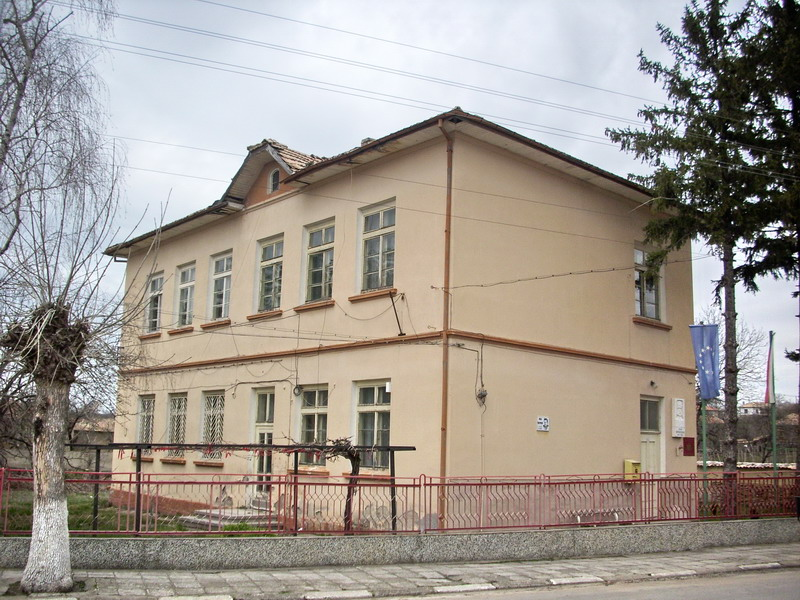
Администрация кметского наместника
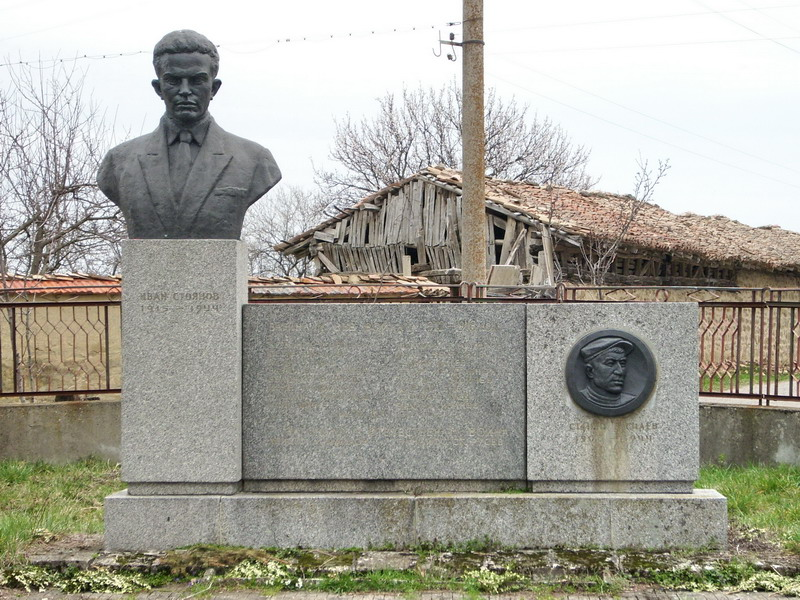
Памятник антифашистам
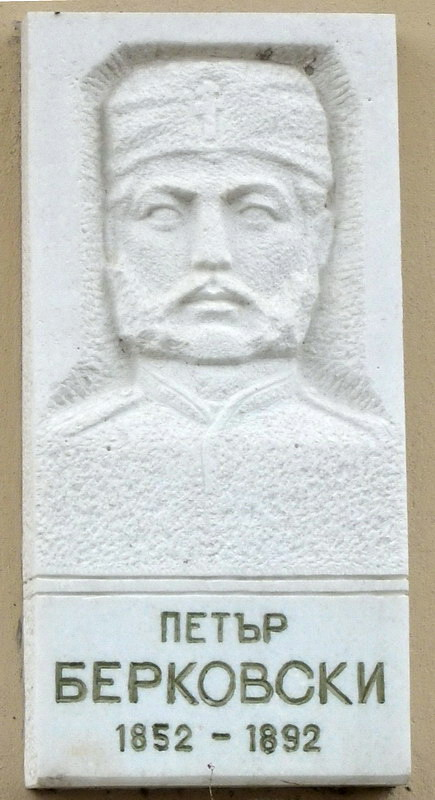
революционер Петр Берковски